# فرانسوا بوربوت
فرانسوا بوربوت (فرانسوی: François Bourbotte‎؛ ۲۴ فوریه ۱۹۱۳ – ۱۵ دسامبر ۱۹۷۲) بازیکن و مربی فوتبال اهل فرانسه بود.
از باشگاه‌هایی که در آن بازی کرده‌است می‌توان به باشگاه فوتبال لیل اشاره کرد.
وی همچنین در تیم ملی فوتبال فرانسه بازی کرده‌است.